# Юхарі-Ярак
Юхарі-Ярак — село в Хівському районі Дагестану, над пагорбом Гъуршагъ.
До райцентру 15 км. В селі мешкають 332 особи, є 50 дворів.
4 травня 1992 року сталась трагічна подія для села. Автобус ПАЗ впав в обрив і 20 мешканців села загинуло.
| Росія | Це незавершена стаття з географії Росії. Ви можете допомогти проєкту, виправивши або дописавши її. |

1. ↑  ЗКТМУ
2. ↑  https://viewer.rsl.ru/ru/rsl01003549034
3. ↑  (unspecified title) — Махачкала: 1930.
4. ↑  (unspecified title) — 1940.
5. ↑  (unspecified title) — 1971.
6. ↑  (unspecified title) — 1990.
7. ↑  Данные Всероссийской переписи населения 2002 года: таблица № 02c. Численность населения и преобладающая национальность по каждому сельскому населённому пункту. М.: Федеральная служба государственной статистики, 2004
8. ↑  http://dagstat.gks.ru/wps/wcm/connect/rosstat_ts/dagstat/resources/b698fa00421f084fbfb3ff2d59c15b71/ВПН%20том1.rar
9. ↑  1.5. Численность населения городских округов, муниципальных районов, муниципальных округов, городских и сельских поселений, городских населённых пунктов, сельских населённых пунктов Республики Дагестан. Процитовано 25 червня 2024. {{cite web}}: Проігноровано невідомий параметр |subtitle= (довідка)